# Знаме на Иван Цончев
Знамето на Иван Цончев е българско бойно знаме на Върховния македоно-одрински комитет, участвало в Четническата акция (1895), Горноджумайското въстание (1902) и Илинденско-Преображенското въстание (1903).

## История
Знамето е ушито през 1895 година, годината на създаване на Македонската организация, начело с Македонския комитет, който през лятото на същата година осъществява така наречената Четническа акция в Османската империя. Знамето е изготвено за четата на поручик Петър Начев и поручик Васил Мутафов, но е връчено на четата на Стойо Костов, като за знаменосец е Челкаша, унтерофицер от Сливен, а негов помощник – четникът Никола Иванов. Четата на Стойо войвода участва в опожаряването на Доспат, след което се сражава при Алистрат и след смъртта на Стойо войвода се изтегля в България.
В 1902 година знамето е използвано по време на Горноджумайското въстание от четата от 80 души, начело с водача на Върховния македоно-одрински комитет генерал Иван Цончев и то участва в сражението при Бистрица и сражението при връх Чатал.
На следната 1903 година знамето отново е използвано от четата на Цончев в Илинденско-Преображенското въстание. През нощта на 14 срещу 15 септември четата напада гарнизона в Мехомия, където среща сериозна съпротива. На 18 септември отрядът настъпва към Белица, където също води тежко сражение. След това се изтегля в България и знамето е прибрано от знаменосеца офицера Никола Винаров (1870 – ?) от Русе. В 1970 година неговият син Жельо Винаров го предава на Националния военноисторически музей, където е реставрирано и консервирано.

## Описание
Знамето е копринено, двуслойно с размери 92 cm × 61 cm. На лицевата страна в центъра на зелен фон има изправен коронован лъв, заобиколен от венец от лаврови листа. Около централния зелен кръг лъчеобразно се редуват червени и жълти полета, образуващи кръст. В четирите ъгъла е изписана буквата „М“ за Македония.
Обратната страна е изцяло зелена и на нея със златни букви е изписан голям надпис „Свобода или смърть“. Над надписа има осмокраен кръст, а под него „1895.“